# Nina Burger
Nina Burger (født 27. december 1987) er en østrigsk fodboldspiller, der spiller som angriber for SC Sand i den tyske Frauen Bundesliga og for Østrig. Hun spillede for SV Neulengbach i Østrigs ÖFB-Frauenliga fra 2005 til 2014. I 2014 sæsonen spillede hun også for Houston Dash i National Women's Soccer League (NWSL). Hun var topscorer i ÖFB-Frauenliga seks sæsoner på rad mellem 2007 og 2012.

## Hæder
SV Neulengbach
- ÖFB-Frauenliga: Vinder 2005–06, 2006–07, 2007–08, 2008–09, 2009–10, 2010–11, 2011–12, 2012–13, 2013–14, 2014–15
- ÖFB Ladies Cup: Vinder 2005–06, 2006–07, 2007–08, 2008–09, 2009–10, 2010–11, 2011–12

SC Sand
- DFB-Pokal: Toer 2015–16, 2016–17

Landshold
- Cyprus Cup: Vinder 2016

Individuel
- Topscorer ÖFB-Frauenliga: 2006–2007, 2007–2008, 2008–2009, 2009–2010, 2010–2011, 2011–2012